# Hermann Tomasgaard
Hermann Tomasgaard, född 4 januari 1994, är en norsk seglare.

## Karriär
Tomasgaard tävlade i OS i Tokyo 2020 där han tog brons i laserklassen. Vid VM i segling 2023 tog han silver i klassen ILCA 7, där han även kommer att tävla i vid OS 2024.